# Таратухин, Станислав Константинович
Станислав Константинович Таратухин (род. 22 мая 1954 года, г. Чапаевск, Куйбышевская область, РСФСР, СССР) — советский и российский художник, член-корреспондент Российской академии художеств (2012).

## Биография
Родился 22 мая 1954 года в г. Чапаевск Куйбышевской (ныне Самарской) области.
В 1979 году — окончил Саратовское художественное училище, руководитель В. С. Успенский, А. В. Богачёв, Л. П. Бабушкина, А. Н. Шкунов.
В 1989 году — окончил исторический факультет Саратовского государственного университета имени Н. Г. Чернышевского.
С 1999 года — член Союза художников России, с 2013 года — член Творческого союза художников России.
В 2012 году — избран членом-корреспондентом Российской академии художеств от Отделения Поволжья.
Работал художником-оформителем художественных мастерских Саратовского райисполкома.
С 1981 года — работает в Саратовском художественном училище: преподаватель, заместитель директора (с 1983 года), директор СХУ (с 1999 года), преподаватель общепрофессиональных дисциплин на специальности «Живопись» (с 2013 года по настоящее время).
С 1985 года — участник городских, областных, региональных, всероссийских и зарубежных выставок.

## Награды
- Нагрудный знак «Почётный работник среднего профессионального образования Российской Федерации» (2008)
- Почётная грамота Министра культуры Российской Федерации (2008)
- Почетные грамоты Губернатора Саратовской области и Министерства культуры
- Премия Российской академии художеств имени П. П. Чистякова (2012)
- Лауреат конкурсов «Золотая палитра»